# Idia
Idia — рід метеликів-квітососів  із підродини совок-п'ядунів.

## Опис
Крила метелика вузькі. Серединне поле на передніх крилах добре окреслене. Передня крайова лінія значно зломлена. Підкрайова лінія та її облямівка впираються у костальний край на деякій відстані від вершин. Підкрайова лінія зі зломленням. У самців костальний край передніх крил не утворює складки. Антени самців не потовщені, пилчасті, вкриті щетинками. На передніх крилах є жовті бобоподібні та круглі плями.

## Систематика
У складі роду виділяють такі види:
- Idia aemula Hübner, 1813
- Idia americalis Guenée, 1854
- Idia calvaria Denis & Schiffermüller, 1775
- Idia denticulalis (Harvey, 1875)
- Idia diminuendis Barnes & McDunnough, 1918
- Idia forbesii French, 1894
- Idia gopheri J. B. Smith, 1899
- Idia immaculalis (Hulst, 1886)
- Idia julia Barnes & McDunnough, 1918
- Idia laurentii J. B. Smith, 1893
- Idia lubricalis Geyer, 1832
- Idia majoralis J. B. Smith, 1895
- Idia occidentalis (Smith, 1884)
- Idia parvulalis Barnes & McDunnough, 1911
- Idia rotundalis Walker, 1866
- Idia scobialis Grote, 1880
- Idia suffusalis J. B. Smith, 1899
- Idia terrebralis Barnes & McDunnough, 1912